# Уилям Троост-Еконг
Уилям Пол Троост-Еконг (на нидерландски: William Paul Troost-Ekong) е нидерландски и нигерийски футболист, играещ като защитник за арабския Ал Холуд и националния отбор на Нигерия. Бронзов медалист от Летните олимпийски игри 2016 и от Купата на африканските нации 2019, вицешампион от Купата на африканските нации 2023, където бележи 3 гола – един в групите срещу Кот д’Ивоар при победата с 1:0, един на 1/2 финала срещу ЮАР за равенството 1:1, 4:2 с дузпи и един на финала отново срещу Кот д’Ивоар при загубата с 1:2.

## Успехи
Нигерия Олимпийски
- Олимпийски игри
  -  Бронзов медалист (1): 2016

 Нигерия
- Купа на африканските нации
  -  Сребърен медалист (1): 2023
  -  Бронзов медалист (1) 2019